# 药囊花属
药囊花属（学名：Cyphotheca）是野牡丹科下的一个属，为灌木植物。该属仅有药囊花（Cyphotheca montana）一种，分布于中国西南部。